# 密西西比州國會選區

自2013年以来的选区划分

密西西比州目前分为4个国会选区，每个选区都选出一名美国众议院议员。2010年人口普查后，密西西比州的席位数量保持不变。

## 当前选区及其代表
密西西比州有三名共和党籍联邦众议员，一名民主党籍联邦众议员。
| 选区 | 代表                         | 党派   | CPVI | 在任时间          | 选区地图 |
| ---- | ---------------------------- | ------ | ---- | ----------------- | -------- |
| 第1  | 特伦特·凯利 （R-萨尔蒂约）   | 共和党 | R+18 | 2015年6月2日至今  |          |
| 第2  | 班尼·汤普森 （D-博尔顿）     | 民主党 | D+13 | 1993年4月13日至今 |          |
| 第3  | 迈克尔·盖斯特 （R-布蘭登）   | 共和党 | R+13 | 2019年1月3日至今  |          |
| 第4  | 斯蒂文·帕拉佐 （R-比洛克西） | 共和党 | R+22 | 2011年1月3日      |          |

## 已被裁撤的选区

### 单一选区
单一选区存在于1817年至1847年和1853年至1855年。

### 第5选区
第5选区设立于1850年人口普查之后，于2000年人口普查后撤销。

### 第6选区
第6选区设立于1870年人口普查之后，于1960年人口普查后撤销。

### 第7选区
第7选区设立于1880年人口普查之后，于1950年人口普查后撤销

### 第8选区
第8选区设立于1900年人口普查之后，于1930年人口普查后撤销

## 历史上的选区划分
密西西比州美国国会选区划分地图列表，按时间顺序排列。
| 年份       | 全州地图 | 杰克逊市 |
| ---------- | -------- | -------- |
| 1973–1982  |          |          |
| 1983–1984  |          |          |
| 1985–1992  |          |          |
| 1993–2002  |          |          |
| 2003–2013  |          |          |
| 2013年至今 |          |          |